# Adoretus brachypygus
Adoretus brachypygus är en skalbaggsart som beskrevs av Hermann Burmeister 1855. Adoretus brachypygus ingår i släktet Adoretus och familjen Rutelidae. Inga underarter finns listade i Catalogue of Life.